# Herbert Baumeister
Pour les articles homonymes, voir Baumeister.
 (juillet 2009).
Si vous disposez d'ouvrages ou d'articles de référence ou si vous connaissez des sites web de qualité traitant du thème abordé ici, merci de compléter l'article en donnant les références utiles à sa vérifiabilité et en les liant à la section « Notes et références ».
Herbert Baumeister, né le 7 avril 1947 à Indianapolis aux États-Unis et mort par suicide le 3 juillet 1996 dans le parc provincial The Pinery en Ontario au Canada, était un tueur en série américain. Surnommé Docteur Jekyll & M. Hyde ou l'étrangleur de Interstate-70, il avait coutume d'étrangler ses victimes et de pratiquer des jeux sexuels avec elles.

## Enfance et carrière professionnelle
Fils d'un médecin-anesthésiste se prénommant lui aussi Herbert, Baumeister est l'aîné de quatre enfants (une sœur Barbara, ainsi que deux frères Brad et Richard). Dans les années 1950, la famille déménage à Washington, ville au sud-ouest d'Indianapolis. Son enfance est normale.
Plus tard, adolescent, il jouait avec des cadavres d'animaux. Il fut diagnostiqué schizophrène, mais ne reçut aucun traitement psychiatrique. Refusant de se mélanger avec les autres élèves, il passait le plus clair de son temps à la bibliothèque. 
À l'université, il abandonna ses études dès la première année, ne fréquentant que très rarement le campus durant les quatre années suivantes. Il n'obtint de ce fait jamais de diplôme. 
Son père, homme influent à Indianapolis, le fit alors entrer comme coursier de la rédaction du journal local, l'Indianapolis Star.
Désirant intégrer le milieu professionnel dans lequel il travaillait, il fut tenu à distance par ses collègues à cause de son comportement de plus en plus étrange. Ainsi, lorsqu'il travaillait à l'Indianapolis Star, il se proposa un jour d'emmener ses collègues voir un match de football. Mais le jour prévu, il arriva déguisé en chauffeur au volant d'un corbillard, emprunté à l'hôpital où travaillait son père. Durant tout le trajet jusqu'au stade, les gyrophares du véhicule en marche, il riait aux éclats.
Plus tard, toujours grâce à son père il fut embauché au Bureau of Motor Vehicles (BMV), administration de l'État de l'Indiana chargée des permis de conduire et des immatriculations de véhicules. Là, il commença à divaguer et à crier sur ses collègues sans raison. Une année, au moment des fêtes de Noël, il les choqua en leur envoyant une carte postale le montrant en compagnie d'un ami déguisé en drag queen.
Malgré son comportement erratique, le BMV remarqua chez Baumeister une grande intelligence, et il fut nommé directeur de programme. Cela ne l'empêcha pas de continuer ses bizarreries. Ainsi, il alla régulièrement uriner dans le bureau de son patron, mais ne fut finalement renvoyé que lorsque l'on retrouva son urine sur une lettre qu'il avait adressée au gouverneur de l'Indiana.
Auparavant, en novembre 1971, il épousa dans une église méthodiste d'Indianapolis, Juliana (Julie) Saiter, enseignante dans une école de journalisme qu'il avait rencontrée grâce à un ami commun. Mais, six mois après son mariage, son père le fit hospitaliser durant deux mois en hôpital psychiatrique. 
Le couple eut trois enfants : Marie (née en 1979), Erich (né en 1981) et Emily (née en 1984).
Après son licenciement de la BMV, Baumeister cumula les petits boulots durant plusieurs années, et son épouse dut reprendre son travail d'enseignante qu'elle avait abandonné lors de son mariage (les confortables revenus de son mari le lui permettaient alors), afin d'assurer à sa famille un revenu constant.
Embauché dans un magasin de brocante, il réalisa le potentiel de ce type d'activité et décida d'ouvrir son propre commerce. En 1988, il emprunta 4 000 dollars à sa mère (veuve depuis deux ans) pour créer Save-A-Lot Thrift (« Faites des économies »), chaîne de magasins discount. Associé dans cette affaire avec le vénérable « bureau des enfants », un organisme caritatif d'Indianapolis, le magasin devint très vite un endroit en vogue pour les familles disposant d'un budget réduit.
Les Baumeister gagnèrent 50 000 dollars la première année et ouvrirent alors un deuxième magasin. En 1991, grâce à ses confortables revenus, le couple emménagea dans le comté de Hamilton à Westfield, dans la banlieue nord d'Indianapolis (40° 00′ 45″ N, 86° 08′ 17″ O), dans une luxueuse propriété de style Tudor d'une superficie de 7,3 hectares baptisée Fox Hollow Farm (« La ferme du terrier du renard ») possédant quatre chambres, une piscine et une écurie. Mais rapidement la maison tomba en décrépitude, le désordre s'y installa et les herbes folles poussèrent dans le jardin autrefois bien entretenu.
La raison en était que, derrière cette façade de couple vivant le « rêve américain », celui-ci connaissait en réalité des problèmes conjugaux depuis plusieurs années. Bien que vivant sous l'emprise de son mari, Julie se sépara plusieurs fois de lui. Elle alla maintes fois près du lac Wawasee (en) dans le comté de Kosciusko rendre visite à sa belle-mère en compagnie de ses enfants, sans Herbert, prétextant que celui-ci avait beaucoup de travail. Elle révéla par la suite qu'elle n'eut que six rapports sexuels avec son époux durant ses vingt-cinq années de mariage, ce dernier refusant même la plupart du temps de se dévêtir devant elle.

## Enquête
Au début des années 1990 avec les enquêteurs du Marion County Sheriff's Department, le Service de police d'Indianapolis a commencé à enquêter sur les disparitions d'hommes gays dans la région aux alentours d'Indianapolis.
L'ancien sheriff du comté de Marion, devenu détective privé, Virgil Vandagriff, fut contacté par la mère d'un des disparus, Alan Broussard (28 ans), afin que celui-ci mène son enquête. D'abord sceptique, Vandagriff découvrit que la victime, qui avait été vue pour la dernière fois dans un bar gay nommé Brothers, n'était pas la seule à avoir disparu dans des circonstances similaires.
Les enquêteurs apprirent que l'un des disparus, Roger Goodlet, avait quitté le bar qu'il fréquentait (le Our Place) en compagnie d'un homme conduisant une voiture grise immatriculée dans l'Ohio.
Un ami de Goodlet, Mark Goodyear, contacta ensuite Vandagriff affirmant posséder des informations qui pourraient identifier le conducteur de la voiture grise, puisqu'il aurait passé une nuit en sa compagnie. Il avait rencontré plus tôt celui-ci dans un bar, le Club 501. Goodyear avait déjà plusieurs fois croisé l'homme dans divers établissements gays sans lui adresser la parole, mais cette fois-ci l'individu semblait intrigué par l'affiche sur la disparition de Goodlet. Goodyear engagea la conversation avec celui qui disait s'appeler « Brian Smart », et se présenta comme un artiste originaire de l'Ohio, vivant dans une vaste demeure dans les quartiers nord de la ville. Maison qu'il aménageait pour la revendre. Il y invita Goodyear pour prendre un verre et nager dans la piscine. Ce dernier, d'abord hésitant finit par accepter l'invitation.
Les deux hommes arrivèrent dans une vaste propriété de style Tudor, à bord d'une Buick grise immatriculée dans l'Ohio, et se livrèrent à des jeux mutuels d'asphyxie érotique avec un tuyau d'arrosage autour du cou. Mais lorsque « Brian Smart » étrangla Goodyear, celui-ci perdit connaissance et prit peur. Il profita du fait que l'individu s'assoupit sous l'effet de drogue consommée précédemment pour tenter de découvrir, en vain, sa véritable identité. Goodyear insista ensuite pour que l'homme revenu à ses esprits le ramène en ville. Ils convinrent alors de se revoir le mercredi suivant au Club 501, mais le rendez-vous n'eut pas lieu.
Mais en 29 août 1995, Goodyear put fournir à la police le numéro de la plaque d'immatriculation du véhicule de « Brian Smart » qu'il avait croisé dans un autre bar gay, le Varsity Lounge. Après vérification, les enquêteurs découvrirent alors que le véritable nom de l'individu était Herbert Baumeister lui-même.
Mary Wilson, inspectrice de la police d'Indianapolis chargée de l'enquête, alla trouver Baumeister dans un de ses deux magasins et lui annonça qu'il était suspecté dans les disparitions de nombreux homosexuels. Les agents demandèrent alors à fouiller sa propriété de Fox Hollow Farm, ce que Baumeister refusa. Julie, sa femme, refusa également toute perquisition.
Les affaires des Baumeister avaient commencé à péricliter dès 1994. En mai 1995, le « bureau des enfants » rompit les contrats qui le liaient avec les magasins Save-A-Lot Thrift qui se retrouvèrent au bord de la faillite. Les disputes incessantes entre Herbert et son épouse débouchèrent sur des procédures de divorce séparées. Mais en juin 1996, effrayée par les sautes d'humeur et le comportement bizarre de son mari, Julie consentit à ce que la propriété fût fouillée en l'absence d'Herbert, parti en vacances chez sa mère au lac de Wawasee avec son fils Erich. Ses soupçons s'étaient accentués, lorsque quelque temps auparavant, son fils Erich avait découvert des ossements humains dans la propriété. Herbert expliqua qu'il s'agissait probablement des restes de dissection que son propre père avait probablement pratiqué à l'hôpital.
Les fouilles à Fox Hollow Farm ont permis de retrouver 5 500 fragments d'os et de dents calcinés représentant les restes de sept hommes, dont seuls quatre ont pu être identifiés : Roger Allen Goodlet (34 ans), Steven Hale (26 ans), Richard hamilton (20 ans) et Manuel Resendez (31 ans).
Pendant ce temps, craignant que Herbert s'en prenne à son fils resté avec lui à Wawasee, Julie Baumeister obtint du juge du comté que la garde lui soit retirée. Herbert ne se soucia de rien, pensant qu'il s'agissait là d'une manœuvre de son épouse dans le cadre de la procédure de divorce. Il s'enfuit ensuite vers le nord où depuis la ville de Fennville dans le Michigan, il téléphona à son jeune frère Brad le 28 juin 1995 pour lui réclamer de l'argent. Le lendemain, il se trouva à la frontière américano-canadienne à Port Huron (Michigan), où il contacta de nouveau Brad pour lui demander encore de l'argent, mais ce dernier lui apprit que la police souhaitait lui parler. Herbert refusa tout contact et passa la frontière le lendemain, 30 juin 1995. Il séjourna durant quelques jours dans la ville frontalière de Sarnia en Ontario au Canada, puis se dirigea vers le nord où il se suicida par arme à feu dans le parc provincial The Pinery, sur les rives du lac Huron.
Herbert Baumeister emporta ses secrets dans sa tombe. Seulement quatre victimes furent identifiées grâce aux ossements retrouvés. Il se suicida en laissant une lettre de trois pages où il parlait de ses problèmes financiers, de ses problèmes de couple, etc. mais en aucun cas il se confiait par rapport aux meurtres qu'il avait commis. Après ce drame, le reste de la famille décida de déménager de Fox Hollow Farm en laissant le passé derrière eux.
Le 28 avril 1998, la police lui attribua neuf morts supplémentaires, dont les corps ont été trouvés dans les zones rurales le long du corridor de Interstate 70 entre Indianapolis et Columbus dans l'Ohio. Julie Baumeister dit aux autorités que son mari avait fait plus de cent voyages d'affaires dans l'Ohio.

## Dans la culture populaire
- Dans la série télévisée La Vie secrète d'un serial killer, un épisode sur Baumeister a été diffusé en 1997.
- L'affaire a également été présentée dans Les Enquêteurs sur TruTV en 2008.
- Depuis l'affaire, on prétend que la propriété de Fox Hollow Farm est hantée par les victimes de Baumeister. Les enquêteurs en paranormal de l'émission Ghost Adventures y ont consacré le 9e épisode de la saison 09, intitulée Fox Hollow Farm.
- L'affaire Baumeister est évoquée dans l'épisode 8 de la saison 2 de Phénomène Paranormal, sous le nom "Le domaine de l'horreur".